# Aerinite
L'aerinite (simbolo IMA: Aer) è un raro minerale appartenente alla famiglia dei "silicati" con composizione chimica (Ca,Na)6(Fe3+,Fe2+,Mg,Al)4(Al,Mg)6Si12O36(OH)12(CO3)·12H2O.
Strutturalmente appartiene alla famiglia degli inosilicati.

## Etimologia e storia
Il nome del minerale deriva dalla parola greca ἁέρινος ('aèrinos', che significa 'del colore dell'aria'), in allusione al suo colore azzurro-cielo.

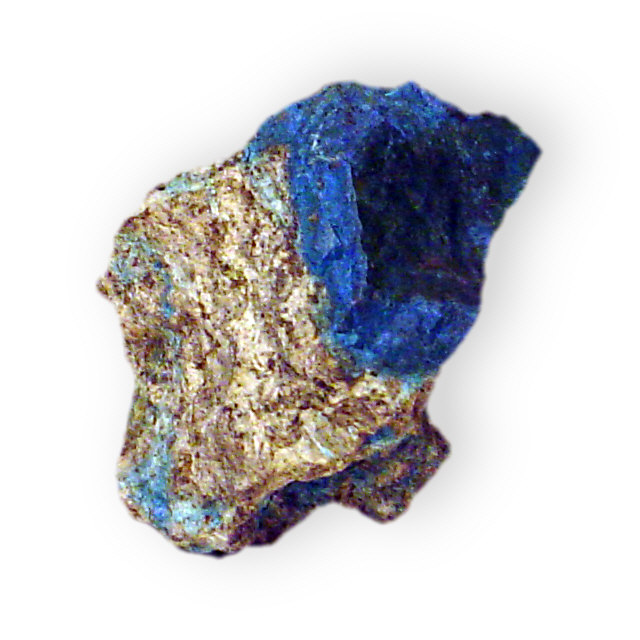
Campione di aerinite con il suo classico colore blu-cielo

L'aerinite è da non confondere con l'erinite, nome ora in disuso della cornwallite.

## Classificazione
La classica nona edizione della sistematica dei minerali di Strunz, aggiornata dall'Associazione Mineralogica Internazionale (IMA) fino al 2009, elenca l'aerinite nella classe "9. Silicati (germanati)" e nella sottoclasse "9.D Inosilicati; questa viene ulteriormente suddivisa in base alla struttura del minerale, in modo tale da trovare l'aerinite nella sezione "9.DB Inosilicati con catene singole di periodo 2, Si2O6; minerali in relazione al pirosseno" dove è l'unico membro del sistema nº 9.DB.45.
Tale classificazione rimane invariata anche nell'edizione successiva, proseguita dal database "mindat.org" e chiamata Classificazione Strunz-mindat.
Nella Sistematica dei lapis (Lapis-Systematik) di Stefan Weiß l'aerinite è elencata nella classe dei "silicati" e nella sottoclasse degli "inosilicati"; qui è nella sezione degli "dodici catene [Si12O36]24-" dove forma il sistema nº VIII/F.32 insieme ad alamosite.
Anche la classificazione dei minerali secondo Dana, usata principalmente nel mondo anglosassone, elenca l'aerinite nella famiglia dei "silicati"; qui è nella classe dei "silicati a catena: strutture con catene di diverse larghezze" e nella sottoclasse che porta lo stesso identico nome, dove il minerale è l'unico membro del sistema nº 68.01.03.

## Abito cristallino
L'aerinite cristallizza nel sistema trigonale nel gruppo spaziale P3c1 (gruppo nº 158) con i parametri reticolari a = 16,916 Å e c = 5,229 Å, oltre ad avere 1 unità di formula per cella unitaria.

## Origine e giacitura
L'aerinite è un minerale idrotermale della facies zeolitica, formatosi a temperature relativamente basse, in fratture che tagliano rocce ignee mafiche; la paragenesi è con mesolite, prehnite e scolecite.
L'aerinite è un minerale piuttosto raro ed è stato trovato solo in pochi siti sparsi per il mondo. La sua località tipo è Caserras del Castillo (42.03778°N 0.55944°E) presso Estopiñán del Castillo (comunità autonoma dell'Aragona, Spagna); altri siti, sempre in Spagna, si trovano presso Cadice, Malaga, Huesca, Teruel, Noguera, Alicante e Castellón de la Plana.
L'aerinite è stata trovata anche a Wafangdian (Cina), nella miniera d'oro di "Selinsing" nel Pahang (Malaysia), presso La Blanca (Messico), nelle contee di Pima e di Somerset (Stati Uniti). Ritrovamenti anche in Marocco, Antartide e Francia.

## Forma in cui si presenta in natura

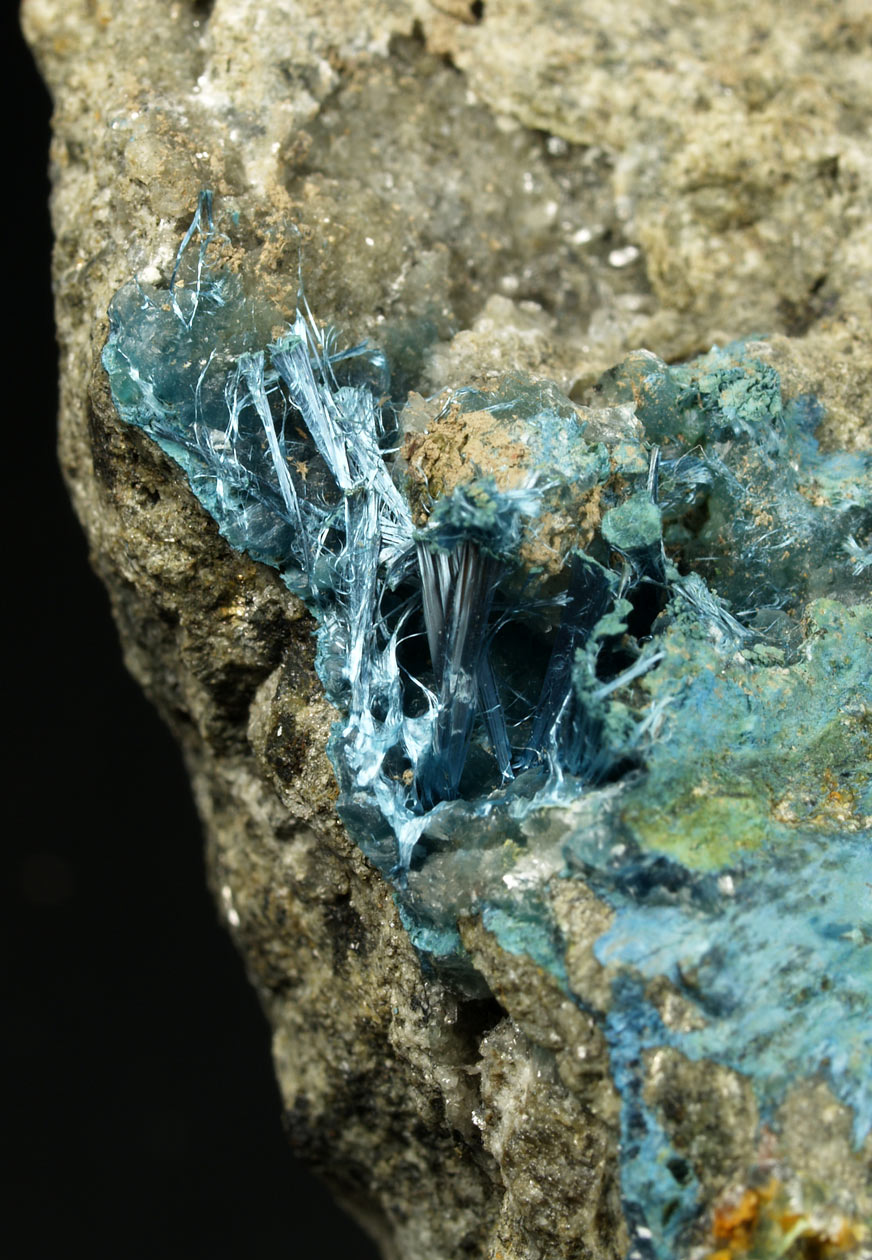
Aggregati fibrosi di aerinite, dal colore blu con tonalità verdastre

L'aerinite si presenta come masse di fibre criptocristalline, terrose e compatte. Sono trasparenti, con lucentezza vitrea e tipicamente di colore azzurro-cielo; il colore dello striscio è bianco-bluastro.

## Proprietà
L'aerinite presenta uno spiccato pleocroismo che mostra un colore blu brillante lungo la direzione {\displaystyle x} e beige pallido lungo le direzioni {\displaystyle y} e {\displaystyle z}.